# 韦斯特街200号
40°42′53″N 74°00′52″W / 40.71472°N 74.01444°W
韦斯特街200号或譯西街200号（200 West Street），又称高盛大厦（Goldman Sachs Tower），位於美國紐約市曼哈頓下城，是投资银行高盛的全球总部。该建筑高749英尺（228），共44层，位于韦斯特街上。其临近世界金融中心和港麗酒店，在威讯大楼的对面，在世界贸易中心一号大楼的斜对面。